# Spirostreptus sculptus
Spirostreptus sculptus är en mångfotingart som beskrevs av Henri Saussure och Leo Zehntner 1902. Spirostreptus sculptus ingår i släktet Spirostreptus och familjen Spirostreptidae. Inga underarter finns listade i Catalogue of Life.